# Кубок России по хоккею на траве среди мужчин
Кубок России по хоккею на траве среди мужчин — ежегодное соревнование российских мужских команд по хоккею на траве. Проводится с 1992 года. До 2008 года являлся вторым по значимости национальным турниром по хоккею на траве после чемпионата страны. С 2008 Кубок разыгрывают команды высшей лиги (второго по значимости дивизиона).

## Победители
(до 2007)
| - 1992 СКА Екатеринбург - 1993 СКА Екатеринбург - 1994 СКА Екатеринбург - 1995 СКА Самара - 1996 СКА Екатеринбург - 1997 СКА Екатеринбург - 1998 СКА Екатеринбург - 1999 «Динамо» Екатеринбург | - 2000 СКА Самара - 2001 «Динамо» Казань - 2002 не проводился - 2003 «Динамо» Московская область - 2004 «Динамо» Московская область - 2005 «Динамо» Казань - 2006 «Динамо» Московская область - 2007 «Динамо» Московская область |

(с 2018)
- 2018 «Динамо-Электросталь» Московская область
- 2019 «Динамо-Электросталь» Московская область
- 2021 «Динамо-Электросталь» Московская область
- 2022 «Динамо — Ак Барс» Казань
- 2023 «Динамо — Ак Барс» Казань
- 2024 «Динамо — Ак Барс» Казань